# 松本市
36°14′16.8″N 137°58′19.1″E / 36.238000°N 137.971972°E
松本市（日语：／ Matsumoto shi */?）是日本長野縣中部中信地方的城市，也是長野縣人口第二多城市。松本市是一座以國寶松本城為中心的城下町，為中核市和國際會議觀光都市。當地在歷史上多次幸運地免於戰火摧殘，得以保留許多歷史建築，如屬於重要文化財的舊開智學校等。松本市十分重視文化和教育，加上豐富的觀光資源，得以被選入國際會議觀光都市。市內設有日本銀行松本分行、松本機場、信州大學總部、FM長野、陸上自衛隊松本駐屯地等設施，商業銷售額居長野縣內次席，工業生產額則是縣內第三。

## 歷史

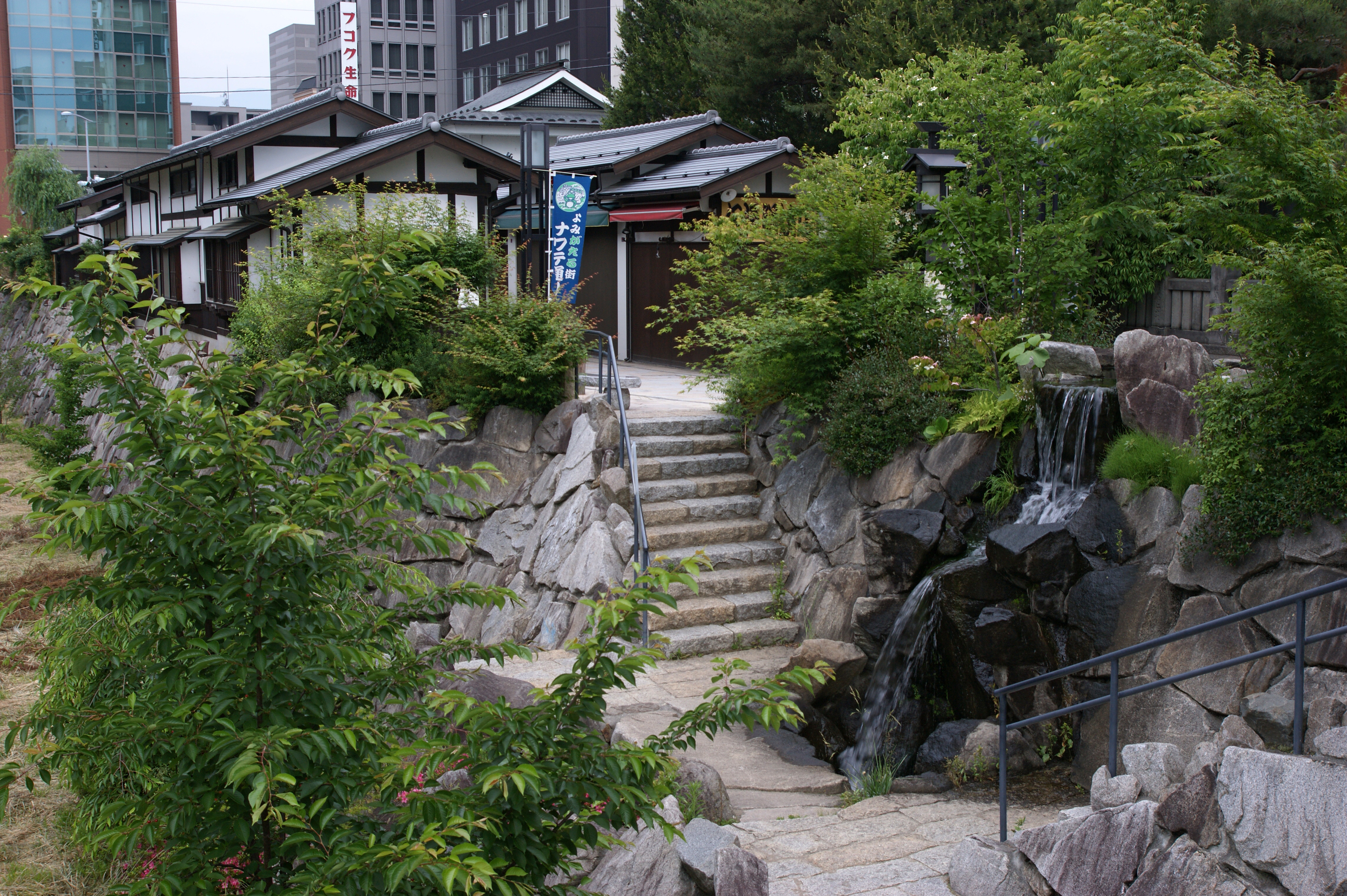
繩手通重現了江戶時代的景觀

市內的岡田等地發現了3000年前的遺跡。彌生時代之後，稻作開始普及。松本市也發現了彌生時代中期之後的遺跡。古墳時代的松本是本州東部較早開始繁榮的地區之一，4世紀時的弘法山古墳是東日本最古的古墳之一。奈良時代末期至平安時代初期時，信濃國的國府從上田市搬遷到松本市地區。市內的兔川寺、放光寺、牛伏寺等古刹的歷史均可追溯自飛鳥時代至奈良時代。
松本市內的埴原城修築於鎌倉時代初期。南北朝時期，甲斐源氏一族的小笠原貞宗成為松本的統治者，並在井川興建城郭。松本城的前身深志城也是由小笠原氏家臣島立氏修築。戰國時代，小笠原氏本來是信濃守護。但在甲斐國武田信玄攻擊信濃之後，小笠原長時被逐出信濃，松本一帶成為武田氏領地。1582年（天正10年）武田氏滅亡之後，小笠原氏恢復了原本的領地。小笠原長時之子小笠原貞慶在德川家康的幫助下奪回深志城，並將其改名為松本城。
1591年（天正19年），石川數正轉封松本藩，開始著手修建現在的松本城天守和城下町:10。戰國時代松本藩的藩主頻繁變更，石川家、小笠原家、戶田家（松平家）、松平家（越前）、堀田家、水野家、戶田家（松平家）都曾擔任過松本藩藩主。1642年（寬永19年）之後，水野氏曾長期執掌松本藩，但在水野氏執政時期曾發生貞享騒動。1726年（享保11年），戶田家（松平家）再次成為松本藩藩主並持續到廢藩置縣。

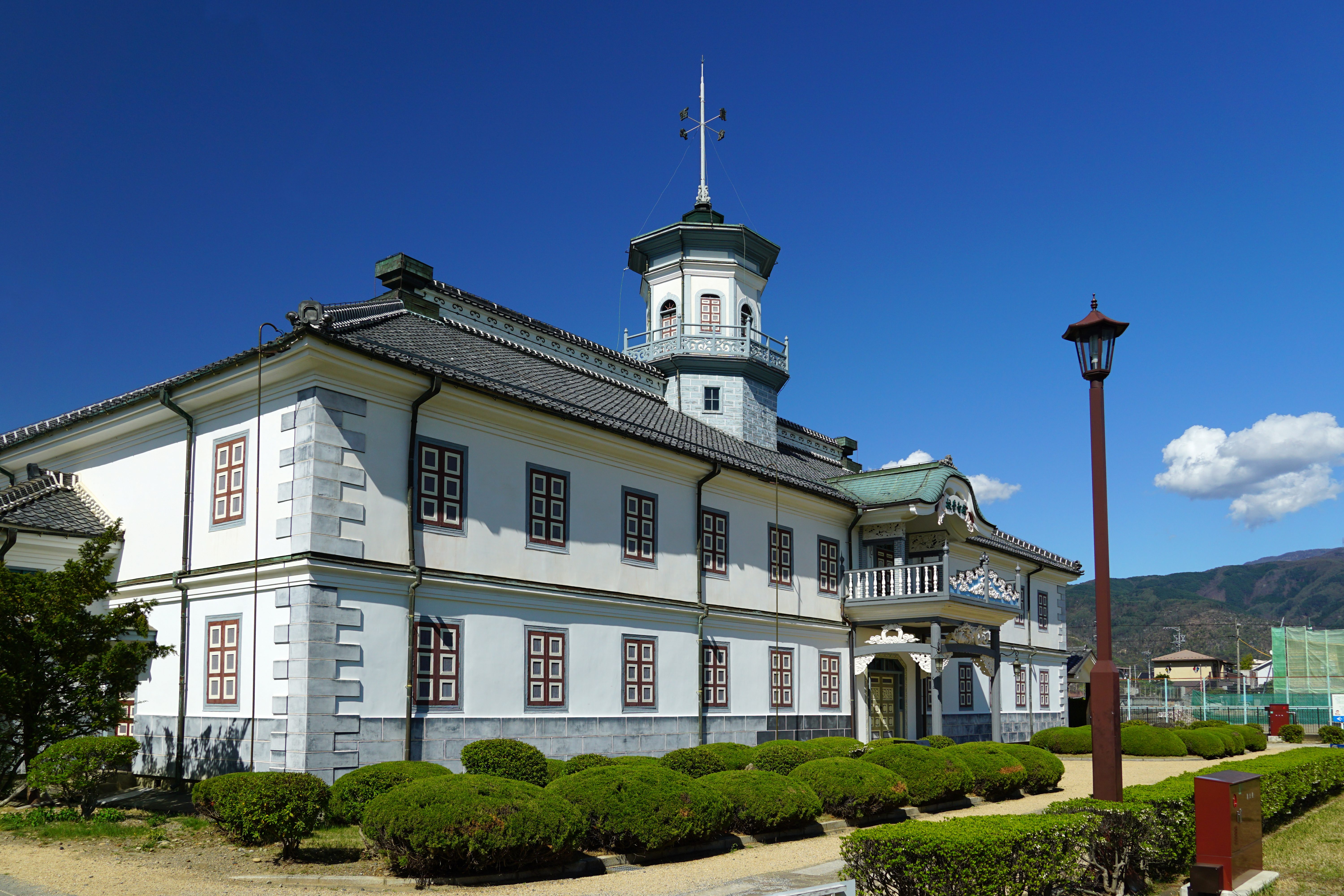
舊開智學校

1871年8月29日廢藩置縣之後，松本藩改為松本縣，並在11月時和附近的伊那縣、高遠縣、高島縣、飯田縣、名古屋縣中信濃國的部分、高山縣（飛驒國）合併，成立筑摩縣。然而在1876年，由於筑摩縣廳被燒毀，筑摩縣被併入長野縣和岐阜縣（飛驒國部分）。 廢藩置縣之後，日本各地不少城郭都被拆除，松本城天守也被出售，面臨被拆除的危機。幸而因當地市民發起保留運動買回天守而得以倖存。1902年，松本首條鐵路開通。1907年，松本正式設市。二戰時期，松本幸運的逃過大規模空襲。1950年代初期，松本市和鄰近市町村進行了大規模的合併，市轄區面積大幅擴大。1960年代，松本市被指定為新產業都市，開通了松本機場，並對松本車站附近地區進行大規模開發:10，促進了經濟發展。1994年，松本發生沙林毒氣事件。奧姆真理教信徒使用沙林毒氣對一般民眾進行恐怖攻擊，震驚社會。2000年，松本市成為特例市。現在松本市正以成為中核市為目標。

## 地理

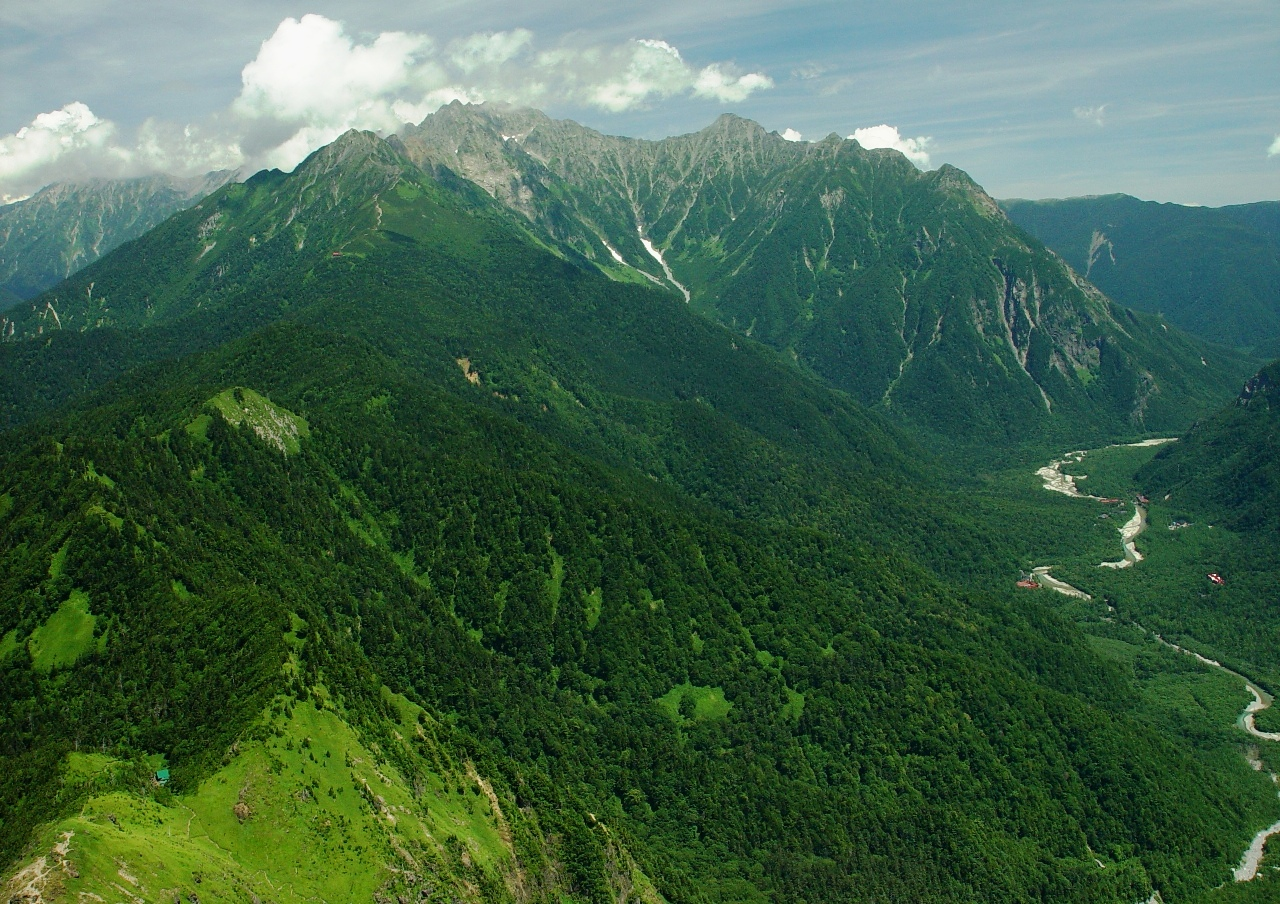
日本第三高峰穗高岳

松本市位於長野縣中央偏西處。在經過2005年的市町村合併之後，松本市市轄區西起飛驒山脈，東至筑摩山地，是長野縣內面積最大的自治體。松本市中心位於兩個山脈之間的松本盆地中部。松本市有「岳都」之稱，日本第三高峰穗高岳和第五高峰槍岳都位於松本市轄區境內。著名觀光地美原和上高地也位於松本市轄區內。松本市地形複雜，市內有眾多沖積扇，糸魚川靜岡構造線亦穿過松本盆地東側。因松本市內有較多斷層，因此也是地震較多的地區，最近一次較強的地震發生在2011年6月30日，松本市內最大震度達5強。松本市主要的河川有梓川、奈良井川、女鳥羽川等河流。松本市的森林面積達74,000公頃，森林覆蓋率達81%。

### 氣候

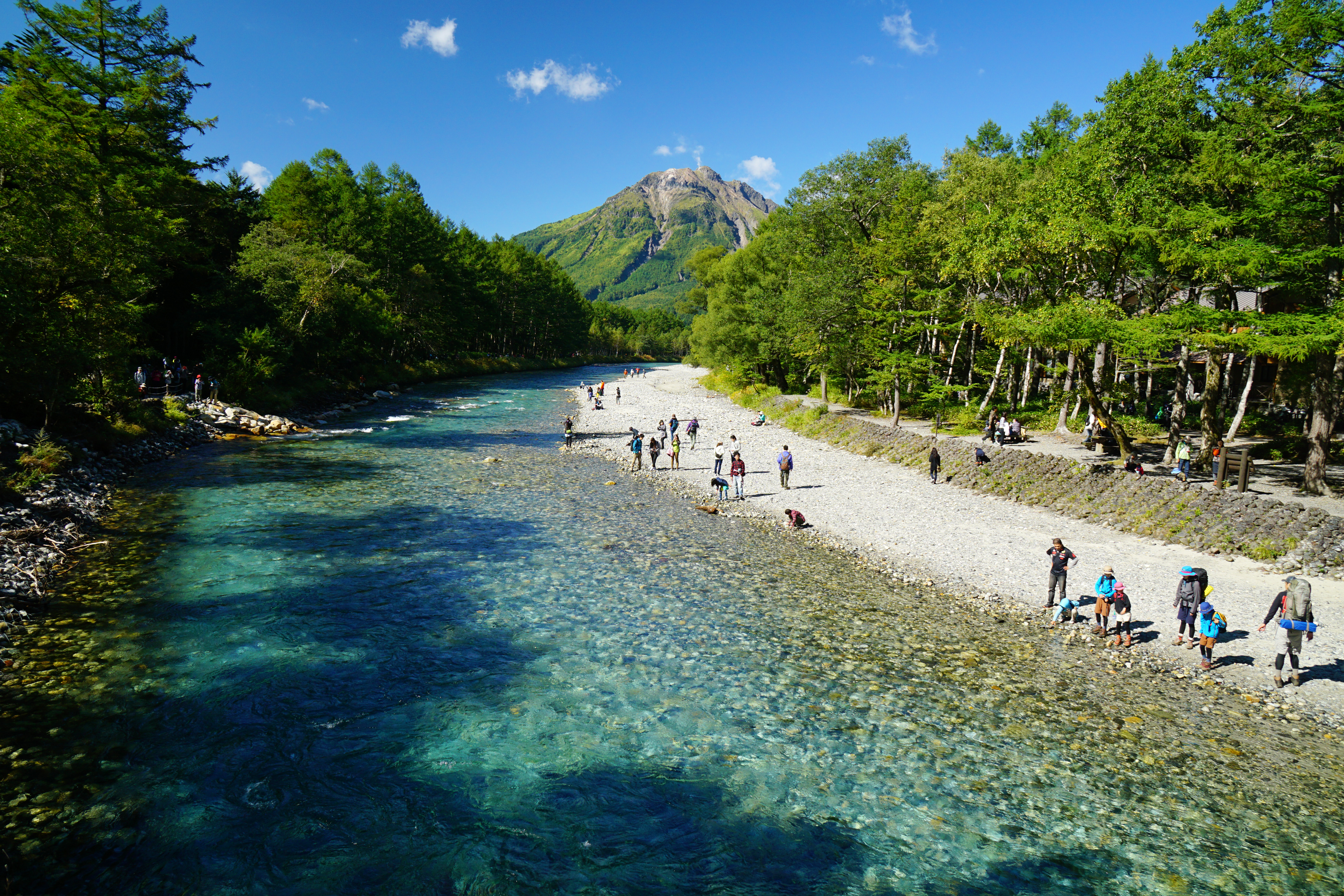
梓川和燒岳（上高地）

按柯本氣候分類法，松本市屬於副热带湿润气候（Cfa）和亞寒帶濕潤氣候（Df）。按日本國內的氣候分類，松本市則經常被視為中央高地式氣候的典型代表。松本市降水較少，日照時間較長。但山地地區則降水量略多，日照時間較少。安曇、乘鞍地區（上高地等地）的氣候則和松本盆地略有不同，屬於日本海側氣候，則冬季多雪，屬於豪雪地帶。松本市冬季寒冷，有時氣溫會降到零下10度以下。但由於飛驒山脈遮擋來自日本海雪雲，因此除了安曇地區之外，市內降雪較少。市中心主要降雪多是日本南岸的低氣壓帶來的。夏季的松本市則溫差較大，白天雖氣溫較高但早晚氣候涼爽，梅雨和颱風帶來的降水均較少。
| 松本（1981年 - 2010年） | 松本（1981年 - 2010年） | 松本（1981年 - 2010年） | 松本（1981年 - 2010年） | 松本（1981年 - 2010年） | 松本（1981年 - 2010年） | 松本（1981年 - 2010年） | 松本（1981年 - 2010年） | 松本（1981年 - 2010年） | 松本（1981年 - 2010年） | 松本（1981年 - 2010年） | 松本（1981年 - 2010年） | 松本（1981年 - 2010年） | 松本（1981年 - 2010年） |
| 月份                    | 1月                     | 2月                     | 3月                     | 4月                     | 5月                     | 6月                     | 7月                     | 8月                     | 9月                     | 10月                    | 11月                    | 12月                    | 全年                    |
| ----------------------- | ----------------------- | ----------------------- | ----------------------- | ----------------------- | ----------------------- | ----------------------- | ----------------------- | ----------------------- | ----------------------- | ----------------------- | ----------------------- | ----------------------- | ----------------------- |
| 历史最高温 °C（°F）     | 18.8 (65.8)             | 21.1 (70.0)             | 25.9 (78.6)             | 30.9 (87.6)             | 32.3 (90.1)             | 35.9 (96.6)             | 37.9 (100.2)            | 38.5 (101.3)            | 36.1 (97.0)             | 31.8 (89.2)             | 25.6 (78.1)             | 21.5 (70.7)             | 38.5 (101.3)            |
| 平均高温 °C（°F）       | 5.0 (41.0)              | 6.0 (42.8)              | 10.5 (50.9)             | 17.8 (64.0)             | 22.9 (73.2)             | 26.0 (78.8)             | 29.4 (84.9)             | 31.1 (88.0)             | 25.7 (78.3)             | 19.3 (66.7)             | 13.6 (56.5)             | 8.0 (46.4)              | 17.9 (64.2)             |
| 日均气温 °C（°F）       | −0.4 (31.3)             | 0.2 (32.4)              | 3.9 (39.0)              | 10.6 (51.1)             | 16.0 (60.8)             | 19.9 (67.8)             | 23.6 (74.5)             | 24.7 (76.5)             | 20.0 (68.0)             | 13.2 (55.8)             | 7.4 (45.3)              | 2.3 (36.1)              | 11.8 (53.2)             |
| 平均低温 °C（°F）       | −5.2 (22.6)             | −4.8 (23.4)             | −1.5 (29.3)             | 4.1 (39.4)              | 9.9 (49.8)              | 14.9 (58.8)             | 19.2 (66.6)             | 20.2 (68.4)             | 15.9 (60.6)             | 8.4 (47.1)              | 2.1 (35.8)              | −2.7 (27.1)             | 6.7 (44.1)              |
| 历史最低温 °C（°F）     | −24.8 (−12.6)           | −20.4 (−4.7)            | −17.9 (−0.2)            | −10.1 (13.8)            | −2.7 (27.1)             | 2.3 (36.1)              | 10.2 (50.4)             | 8.0 (46.4)              | 3.0 (37.4)              | −3.6 (25.5)             | −8.4 (16.9)             | −19.2 (−2.6)            | −24.8 (−12.6)           |
| 平均降水量 mm（）       | 35.9 (1.41)             | 43.5 (1.71)             | 79.6 (3.13)             | 75.3 (2.96)             | 100.0 (3.94)            | 125.7 (4.95)            | 138.4 (5.45)            | 92.1 (3.63)             | 155.6 (6.13)            | 101.9 (4.01)            | 54.9 (2.16)             | 28.1 (1.11)             | 1,031 (40.59)           |
| 平均降雪量 cm（）       | 28 (11)                 | 24 (9.4)                | 17 (6.7)                | 1 (0.4)                 | 0 (0)                   | 0 (0)                   | 0 (0)                   | 0 (0)                   | 0 (0)                   | 0 (0)                   | 0 (0)                   | 9 (3.5)                 | 80 (31)                 |
| 月均日照時數            | 170.7                   | 163.5                   | 185.0                   | 202.1                   | 209.0                   | 163.6                   | 171.3                   | 205.4                   | 141.8                   | 159.9                   | 159.2                   | 166.0                   | 2,097.5                 |
| 来源1：                 |                         |                         |                         |                         |                         |                         |                         |                         |                         |                         |                         |                         |                         |
| 来源2：                 |                         |                         |                         |                         |                         |                         |                         |                         |                         |                         |                         |                         |                         |

## 人口

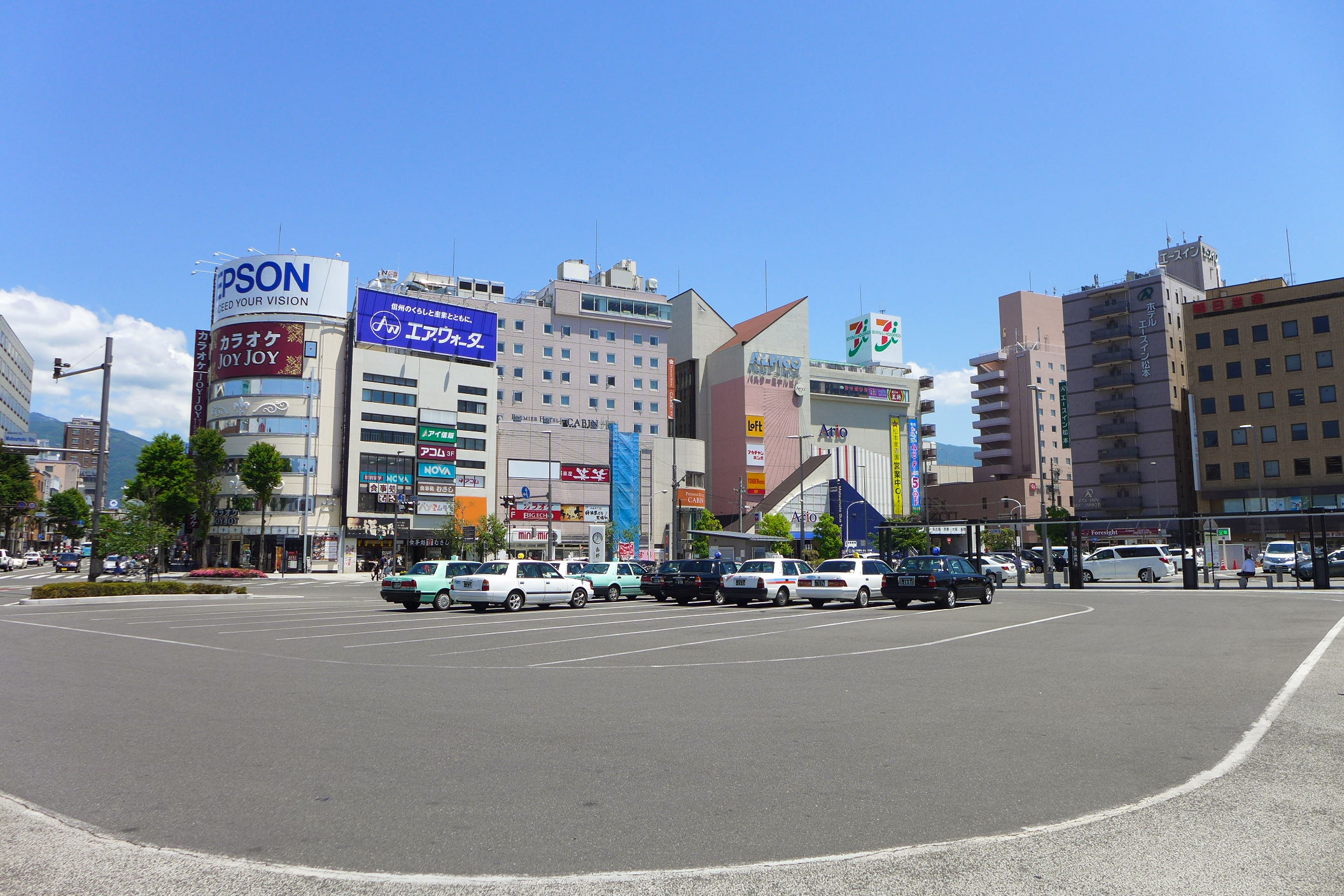
松本車站週邊的建築

1911年時，松本市有人口37,824人。此後至二戰為止，松本市人口穩定增加，1935年時有人口73,353人。二戰時期，松本市的人口增長一度停滯，但戰後再次開始增加。1950年代中期，因市町村合併使得松本市人口快速增加，1955年時增加到145,228人。松本市的人口增長在1980年代之後趨於緩慢。1989年，松本市人口超過20萬大關。2017年5月1日，松本市人口有240,470人。松本市的總和生育率約有1.5，高於日本平均值但略低於長野縣平均值。

## 政治

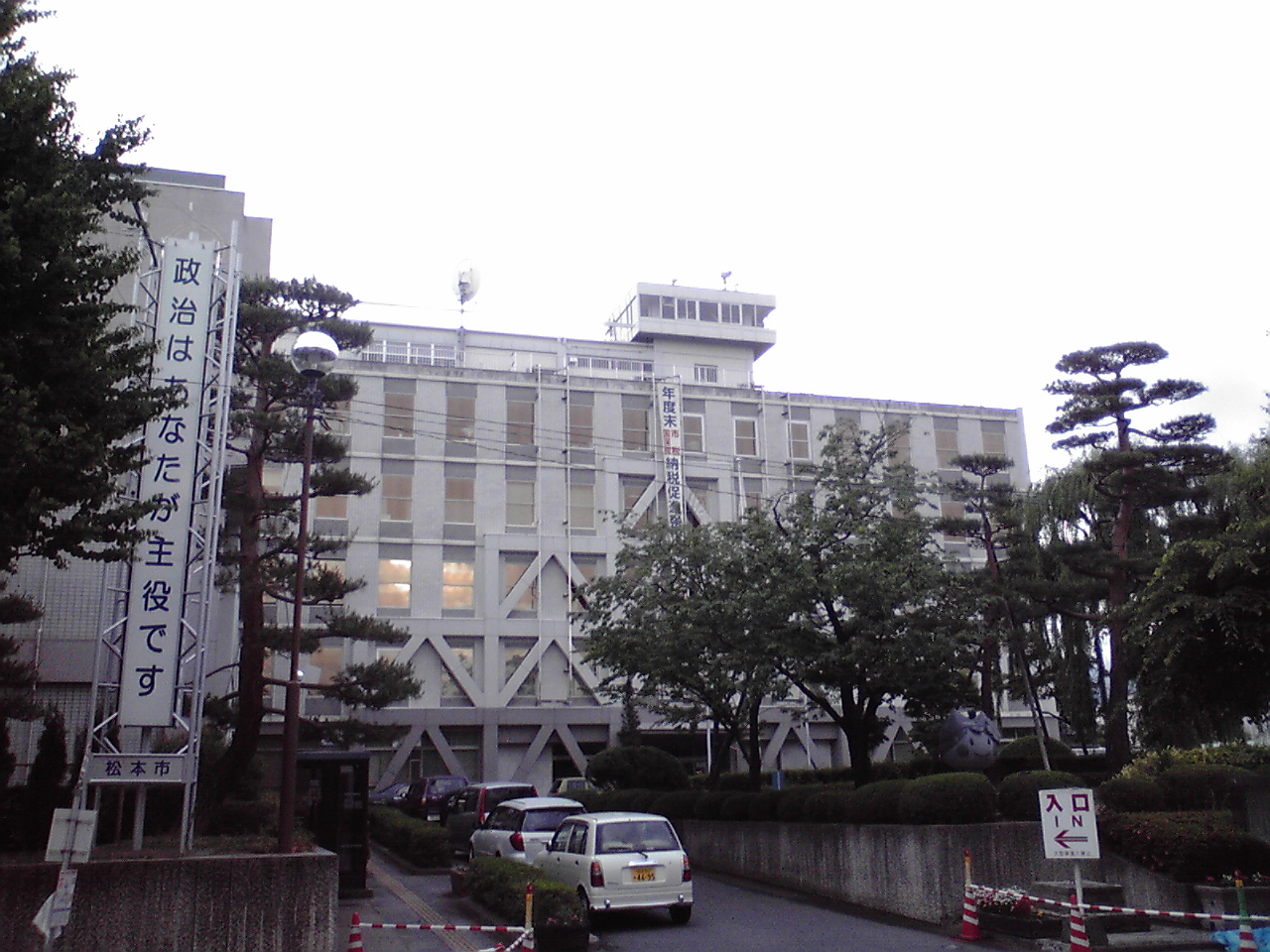
松本市政府

在日本眾議院選舉開始實施小選舉區制之後，松本市和長野縣西北部其他地區屬於長野縣第2區。該區原本是民主黨略有優勢的選舉區。民主黨人下條光康在2003年開始到2009年期間連續當選該選區的議員。但在2012年總選舉和2014年總選舉中，由於民主黨支持率低迷，自民黨候選人務台俊介連續兩次在該選區當選。2017年總選舉時，加入希望之黨的下條光康重新當選，但務台俊介也通過比例代表復活當選。這一情況在2021年總選舉時得到延續。
松本市現任市長是菅谷昭。他在2004年首次當選，並在2012年曾因無競爭對手而無投票當選，在2016年第三次連任成功。松本市議會共有31名議員，有8名議員的開明是其中最大會派。在長野縣議會中，松本市則有6名議員。松本市是松本廣域聯合的中心自治體，和鄰近市町村共同處理醫療、垃圾回收、消防等事務。

## 經濟
2011年度，松本市市內生產總值有9209.6億日元，其中第一產業佔1.1%、第二產業佔19.5%、第三產業佔78.7%。松本市有農家7,156戶，經營耕地面積4,822公頃。長野縣因地形多山而耕地面積低於日本平均值，松本市亦不例外。松本市的農業生產額達178.5億日元，其中水果、蔬菜和稻米的比重最多。

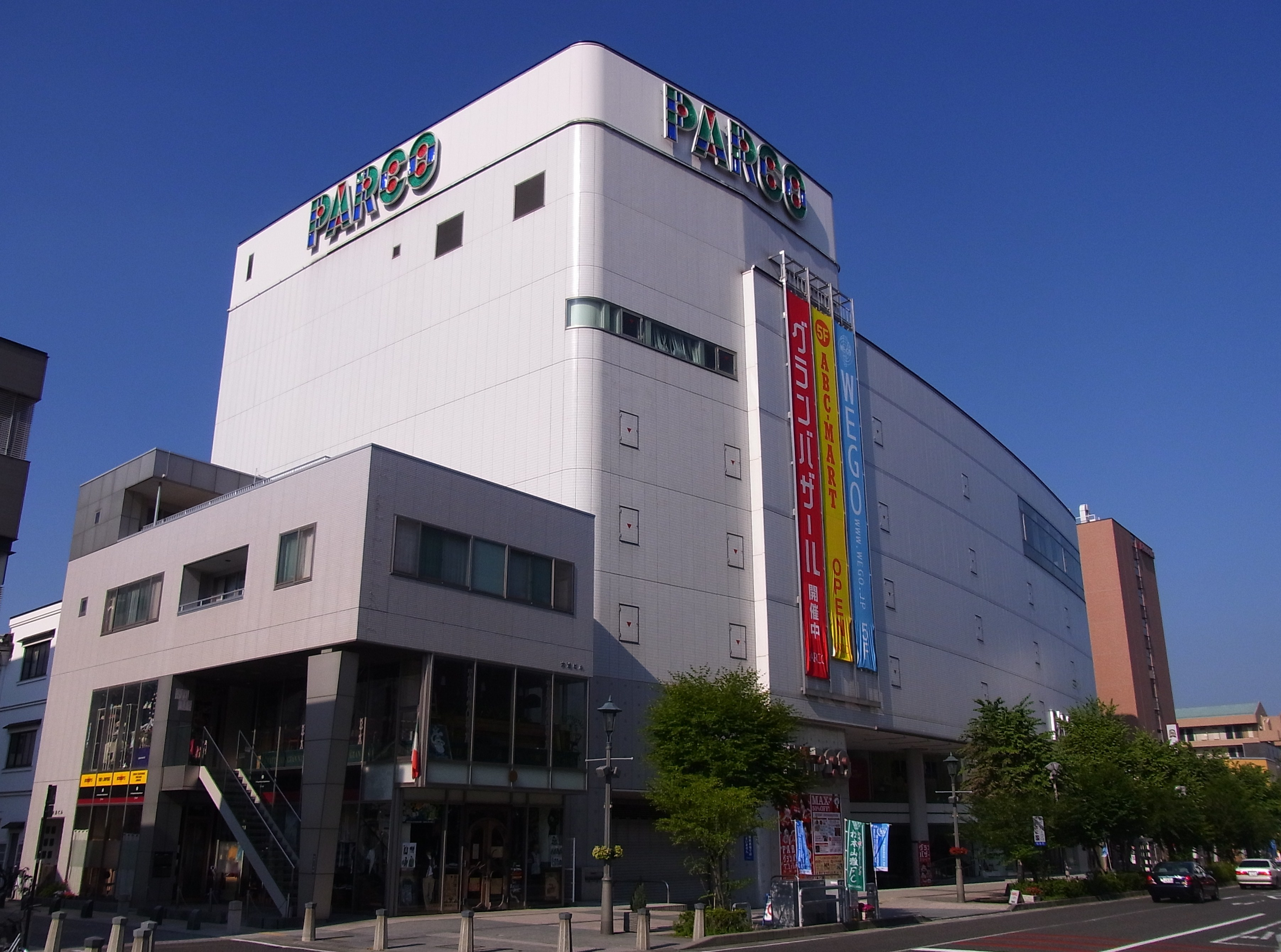
松本PARCO

松本的近代工業開始於製絲產業。松本盆地一帶養蠶業發達且地下水資源豐富使得這裡的近代製絲產業得以較早開始發展。松本的首個西洋式機械製絲工廠興建於1873年:395。1890年代之後，松本的製絲工業迅速發展，成為松本的最重要產業。然而1930年代大蕭條之後，松本市的製絲產業遭到嚴重打擊:396。不過在二戰爆發之後，日本政府將東京和名古屋的部分工廠疏散到松本，帶動松本的工業發展:12。1960年代松本被指定為新產業都市之後，松本市西南部成為松本主要的工業地區:12。2013年，松本市的工業品生產額達4601.95億日元，其中以信息產業比重最高，其次是食品產業和電子產業。總部位於松本市的大型製造業企業有KISSEI藥品工業。樂蘭公司、富士電機等企業也在松本市設有工廠。
松本市是長野縣的金融中心。日本銀行在松本設有其在長野縣唯一的分行。長野銀行的總部亦位於松本市。松本市也是中南信地區的商業中心，擁有PARCO等大型商業設施。松本市的批發業和零售業銷售額在長野縣內僅次於長野市，位居次席。市內主要商業區有站前地區、繩手通等地區。

## 文化教育

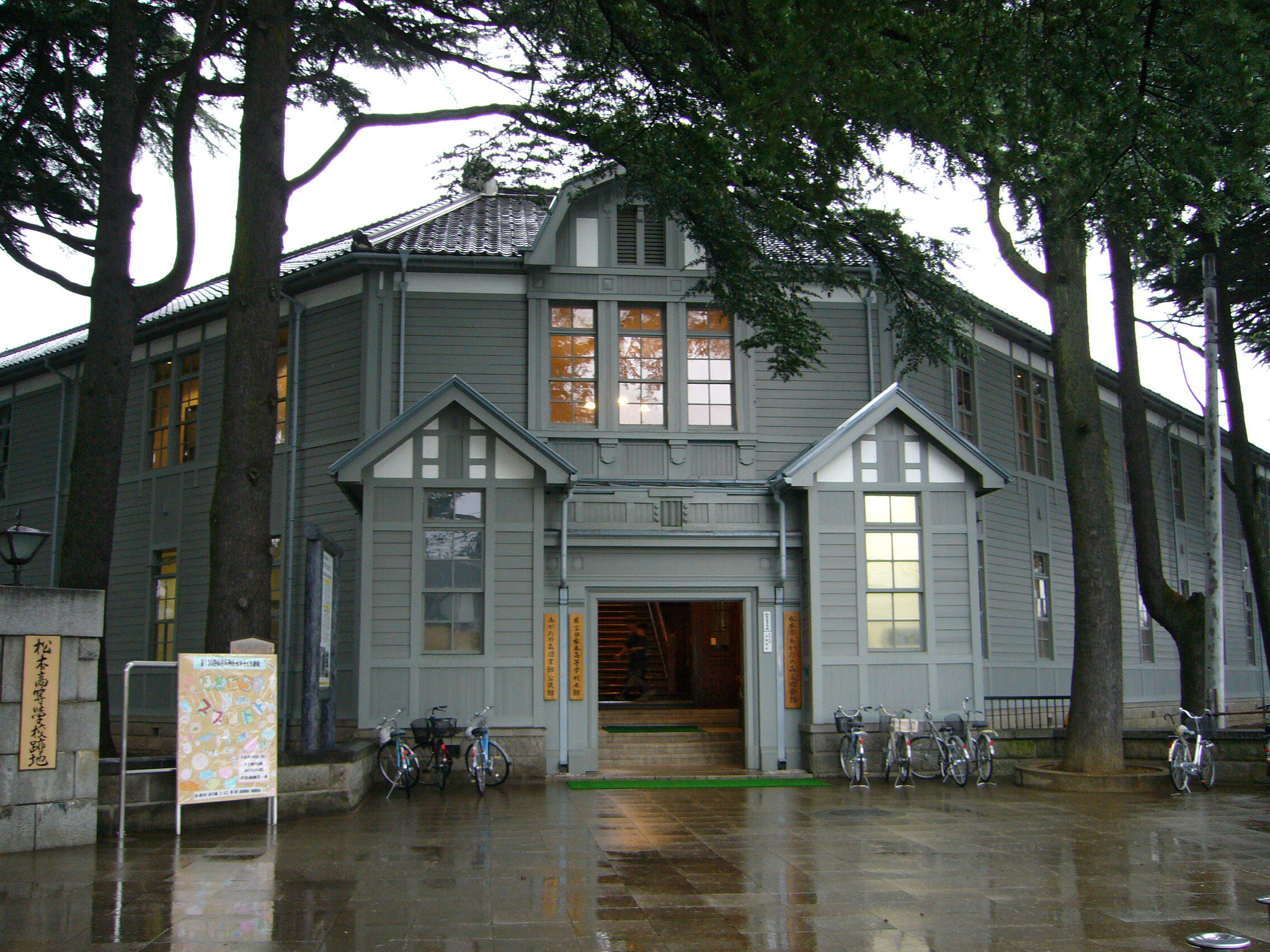
舊制松本高等學校

松本市的方言屬於長野縣方言中的中信方言，雖然在音調上屬於東京式音調，但在詞彙和文法上亦有西日本方言的特徵，屬於東日本方言和西日本方言的交界地區:62。松本市以「文化飄香的阿爾卑斯城下町」、「樂都、岳都、學都」為城市的宣傳標語，擁有獨特的文化。松本市每年夏季舉辦的小澤征爾松本音樂節聚集了眾多一流音樂家，是日本一大音樂活動之一。松本市還積極支援電影和電視劇在松本拍攝。電視劇白線流和連續電視小說水色之時及太陽公公的故事舞台設在松本。松本市不僅擁有日本國寶松本城，還擁有16個重要文化財。松本市內主要的文化設施有松本市圖書館、以展示草間彌生等松本出身美術家作品為主的松本市美術館、位於松本城丸之內的松本市立博物館、收藏有約400件藏品的松本市鐘錶博物館等。日本職業足球聯賽的松本山雅FC是唯一一家主場位於松本的職業體育俱樂部，創建於1965年，現在參加J2聯賽的比賽。
松本市有著重視教育的傳統。創建於1873年的開智學校是日本最早的小學之一，其建築現在是重要文化財。大正時代時，松本積極申辦官立舊制高等學校。松本高等學校設立於1919年，是信州大學的前身之一。長野縣唯一的國立大學信州大學的總部位於松本市，使得長野縣成為只有一所國立大學的縣中少數大學不位於縣廳所在地的縣（其他類似情況還有位於弘前市的弘前大學、位於彥根市的滋賀大學、位於東廣島市的廣島大學、位於西原町的琉球大學。現在信州大學的人文學院、經法學院、理學院、醫學院設在松本市。擁有超過一個世紀歷史的松本大學則是松本唯一的私立大學。松本市還是鈴木教學法的發祥地。

## 交通

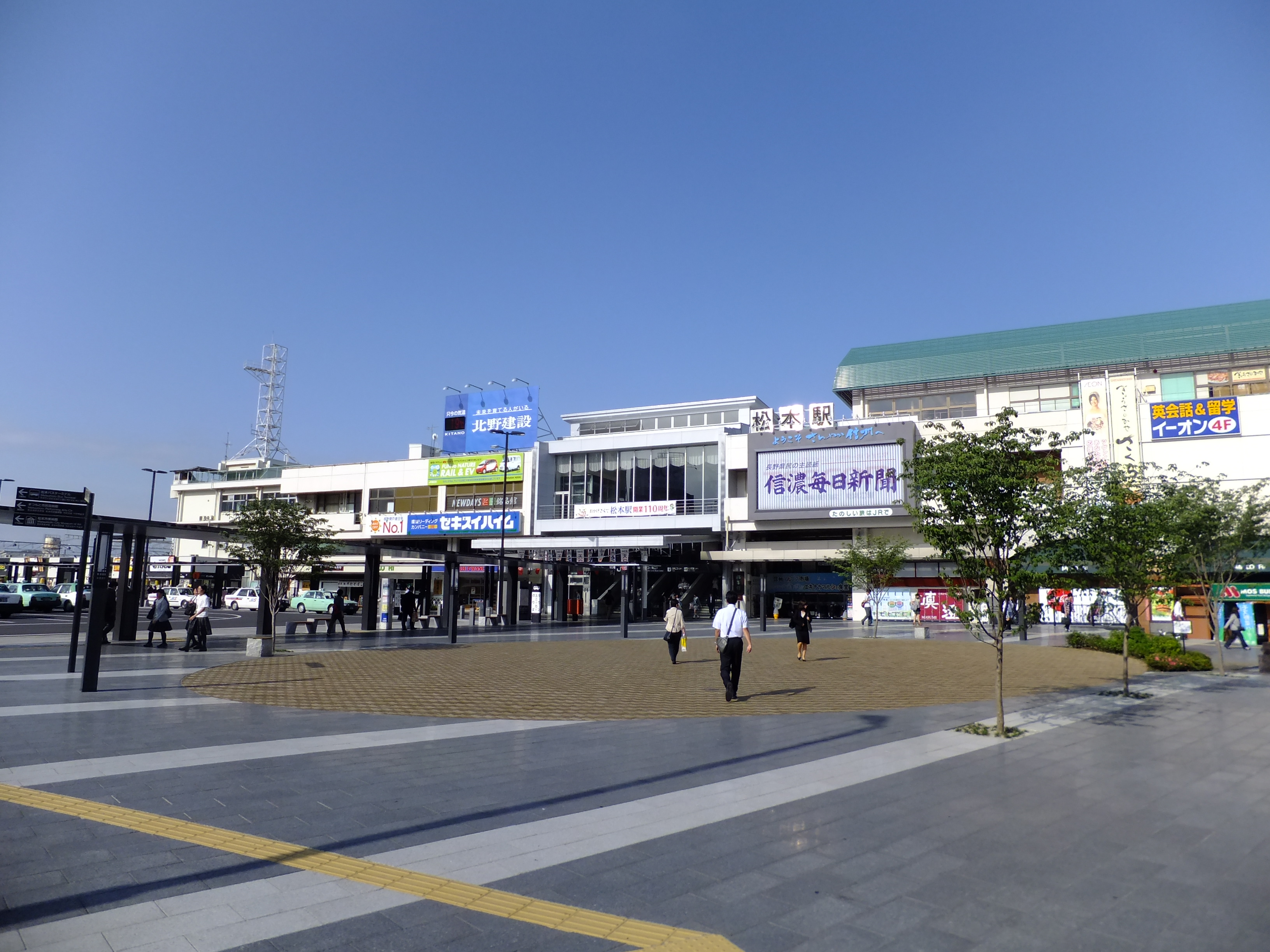
松本車站

松本市內的鐵路路線由東日本旅客鐵道（JR東日本）和ALPICO交通運行。JR東日本在松本市轄區內有大糸線和篠之井線兩條路線，ALPICO交通則有上高地線一條路線。松本車站是松本鐵路交通的中心，運行有開往東京方向的梓號列車和開往名古屋方向的信濃號列車兩種特急列車。2015年度，松本車站的總乘客數超過596萬人次，日均客流量達16,348人次。松本市內有長野自動車道和中部縱貫自動車道兩條高速公路經過。ALPICO交通運行有自松本出發前往東京、名古屋、大阪等地的高速巴士。松本市內的巴士則主要由ALPICO交通運營，但也有部分和松本市營巴士路線。松本機場開業於1965年，位於標高657.5米處，是日本最高的機場。現在松本機場運行有前往札幌和福岡的定期航線，在8月還有飛往大阪機場的航線。2015年度，松本機場的乘客數約有11.65萬人。

## 觀光

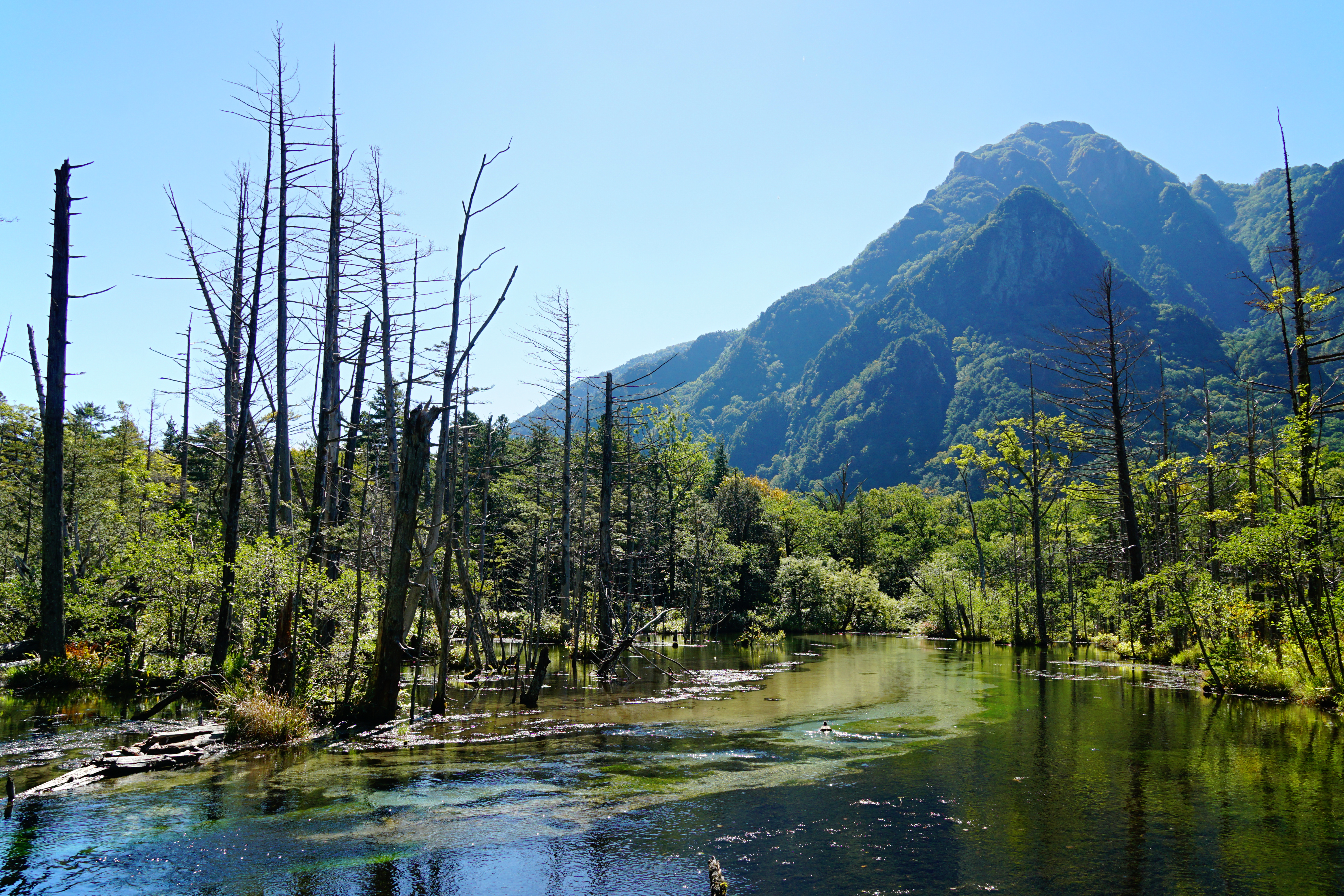
上高地岳澤

松本市旅遊資源豐富，是國際會議觀光都市。2013年度，松本市有超過539萬人觀光客到訪，其中以上高地和松本城遊客最多。上高地位於飛驒山脈南部的梓川上游地區，是中部山岳國立公園的一部分，標高約1,500米。明治時代，英國人傳教士沃爾特·威斯頓在著書中介紹了上高地，使得上高地一躍成為世界著名的山岳度假地和登山勝地。上高地亦以溫泉而著稱，有眾多溫泉旅館。
松本城的天守是日本十二座現存天守之一，也是現存天守城郭中唯一修建在平地上的天守，被指定為日本國寶。松本城天守群由大天守、乾小天守、渡櫓、辰巳附櫓、月見櫓五棟建築構成，屬於連結複合式天守，外觀五重六層，已有超過四百年的歷史。松本城在明治維新時雖然免於被拆除，但因長期陷入荒廢狀態，天守甚至一度傾斜。20世紀初期，當地中學校長小林有也發起修繕松本城的運動。在市民的募捐幫助下，松本城進行了大規模修復工程。1950年代，松本城再次進行大規模修理，得以恢復江戶時代的舊貌。松本市還擁有歷史可追溯至奈良時代的美原溫泉、乘鞍高原等度假觀光地。

## 姊妹都市

### 日本
松本市和以下日本城市有姊妹都市的關係：
| 縣       | 城市   | 締結日期       |
| -------- | ------ | -------------- |
| 神奈川縣 | 藤澤市 | 1961年7月29日  |
| 兵庫縣   | 姬路市 | 1966年11月17日 |
| 岐阜縣   | 高山市 | 1971年11月1日  |

### 海外
松本市和以下海外城市有國際親善、姊妹都市的關係：
| 國家           | 城市                 | 締結日期       |
| -------------- | -------------------- | -------------- |
| 美国           | 鹽湖城（猶他州）     | 1958年11月29日 |
| 尼泊尔         | 加德滿都             | 1989年11月17日 |
| 中华人民共和国 | 廊坊市（河北省）     | 1995年3月21日  |
| 瑞士           | 格林德瓦（伯爾尼州） | 1972年4月20日  |

## 外部連結
- （中文） 松本市觀光情報 （页面存档备份，存于）